# Cheiracanthus
Cheiracanthus je  rod izumrlih riba koji pripada razredu Acanthodii (tzv. bodljikavih morskih pasa).
Ribe iz ovoga roda imale su tupo zaobljenu glavu, rep uzdignut na gore i peraje unutar kojih su se nalazile dentinske bodlje koje su je držale uspravno i davale čvrstoću. Imale su jednu, dorzalnu peraju. Cheiracanthus su živjele u srednje dubokim vodama, u jezerima i rijekama. Imale su čeljusti i hranile su se sitnijim plijenom. Fosili ovoga roda pronađeni su samo u stijenama iz sredine devona. Cijeli fosili ili pločice koje su im služile kao krljušti nalaze se diljem svijeta, pa čak i na Antarktici.

## Vanjske poveznice
- Cheiracanthus murchisoni na internetskoj stranici fettes.com, sa slikama, pristupljeno 15. lipnja 2014.
- Cheiracanthus latus na internetskoj stranici fettes.com, sa slikama, pristupljeno 15. lipnja 2014.
- Cheiracanthus} na internetskoj stranici fossilmall.com, pristupljeno 15. lipnja 2014.
- Cheiracanthus latus na huntsearch.gla.ac.uk[neaktivna poveznica], pristupljeno 15. lipnja 2014.